# Kries

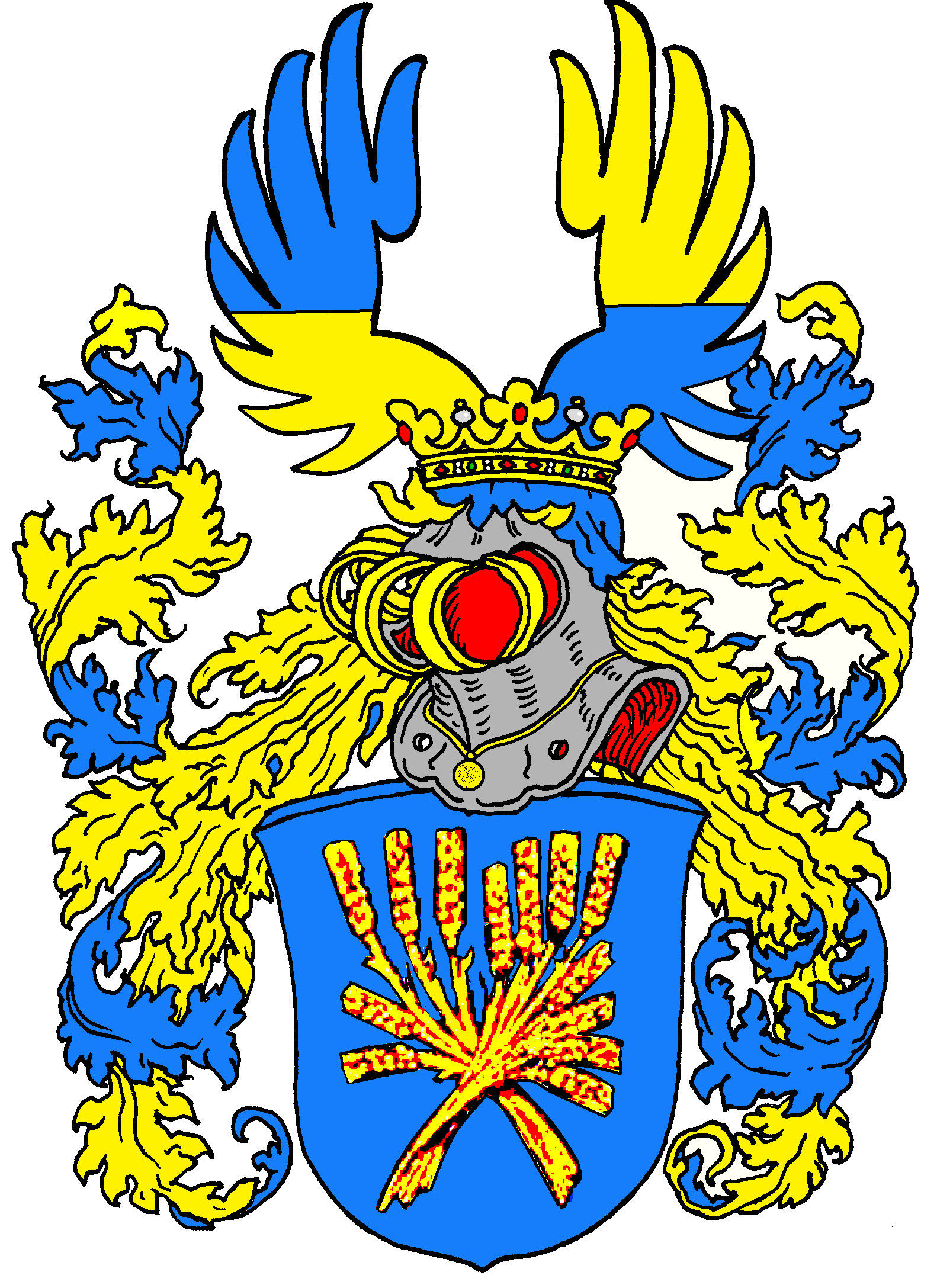
Wappen derer von Kries

Kries ist der Name einer ursprünglich aus Thüringen stammenden Familie, deren Stammreihe mit Jobst Kries beginnt, der um 1595 aus Heberndorf nach Lehesten kam.

## Adelserhebung
Die Erhebung in den preußischen Adelsstand erfolgte am 9. September 1840 in Königsberg (Ostpreußen) für den preußischen Amtsrat Nathanael Kries, Gutsherr auf Kulmaga und Pächter der Domäne Osterwitt (beide Landkreis Marienwerder, Westpreußen). Ein Diplom wurde erst am 1. Februar 1858 für dessen Sohn Friedrich Wilhelm Kries ausgestellt.

## Wappen
In Blau zwei aufwärts geschrägte goldene Ährenbündel. Auf dem Helm mit blau-goldenen Decken ein offener von Blau und Gold übergeteilter Flug.

## Besitz

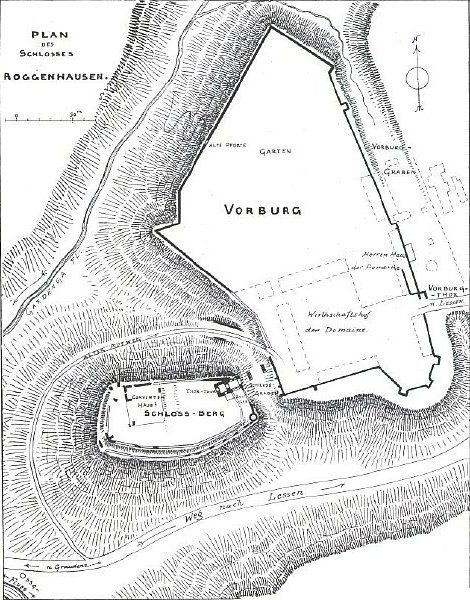
Plan des Schlosses/Domäne Roggenhausen Kreis Graudenz, Generationen in Pacht der Familie v. Kries; erstellt: Conrad Steinbrecht (1849–1923)

Aus Domänen- und Gutspächtern wurden Besitzer von Gütern und Rittergütern. Zu einem der Stammgüter entwickelte sich Smarzewo im westpreußischen Kreis Marienwerder gelegen, welches später in Kriesfelde umbenannt und zu einem Familienfideikommiss bestimmt wurde. Die Erbfolge war zuletzt im Minorat. Das ebenfalls über mehrere Generationen betreute 1141 ha Gut Groß- und Klein Watzmi(e)rs (Waćmierz) befand sich gleichfalls in Westpreußen, im Kreis Dirschau.

## Bekannte Familienmitglieder
- Adolf von Kries (Politiker)  (1808–1889), Sohn von Nathanael Kries, Mitglied des Preußischen Abgeordnetenhauses
- Adolf von Kries (General) (1850–1942), preußischer Generalleutnant, Militärschriftsteller[4]
- Eberhard von Kries (1876–1960), preußischer Geheimer Regierungsrat, Senatspräsident
- Eduard Moritz von Kries (1802–1889), preußischer Beamter, Regierungspräsident in Gumbinnen (1859–1864)
- Erich von Kries (1865–1918), Landrat Kreis Dirschau
- Friedrich Christian Kries (1768–1849), deutscher Mathematiker, Physiker und Pädagoge
- Georg von Kries (1863–1922), preußischer Gutsbesitzer, Oberförster und Politiker, Mitglied des Preußischen Herrenhauses
- Gerda von Kries (auch: Gerda von Kries-Roggenhausen, amtlicher Name seit der Eheschließung: Gerda Preuß; 1901–1972), deutsche Schriftstellerin
- Gustav von Kries (1815–1858), Sohn von Nathanael Kries, Professor und Abgeordneter
- Johannes Adolf von Kries (1853–1928), deutscher Psychologe und Physiologe
- Kurt von Kries (1848–1929), preußischer Landschaftsrat und Politiker, Mitglied des Preußischen Herrenhauses
- Nathanael Kries (1772–1852), Gutsbesitzer, Amtsrat und Abgeordneter im Provinziallandtag der Provinz Preußen
- Theodor von Kries  (1805–1868), Sohn von Nathanael Kries, Mitglied des Preußischen Abgeordnetenhauses[5]
- Wilhelm von Kries (1886–1943), deutscher Journalist und Pressefunktionär
- Wolfgang von Kries (1868–1945), deutscher Beamter und Politiker